# Michaela Kofler
Michaela Kofler (* 14. August 1977) ist eine ehemalige österreichische Skirennläuferin. Ihre stärksten Disziplinen waren die Abfahrt, der Super-G und der Riesenslalom. Im Europacup konnte sie zwei Rennen gewinnen.

## Biografie
Einen ersten Erfolg feierte Kofler im Februar 1995, als sie Österreichische Juniorenmeisterin im Riesenslalom wurde. Drei Wochen später belegte sie bei den Juniorenweltmeisterschaften im norwegischen Voss Rang 25 in der Abfahrt, den Riesenslalom konnte sie nicht beenden. Am 18. Dezember 1996 fuhr sie in der Europacup-Abfahrt von Haus im Ennstal auf Platz sechs und damit erstmals im Europacup unter die besten zehn. Während der nächsten zwei Jahre kam sie jedoch nicht wieder in die Top Ten, bis sie am 18. Dezember 1998 die Abfahrt von Megève gewann. Mit einem weiteren Podestplatz in der Abfahrt von Veysonnaz belegte sie in der Saison 1998/99 den dritten Platz im Abfahrtsklassement und mit weiteren fünf Top-Ten-Resultaten Platz fünf in der Gesamtwertung. Im Jänner 1999 bestritt sie auch ihre ersten vier Weltcuprennen, kam dabei aber nicht in die Punkteränge.
In der Europacupsaison 1999/2000 feierte Kofler am 4. Jänner in der Abfahrt von Tignes ihren zweiten Sieg. Ein weiterer Podestplatz gelang ihr nicht, aber sie kam in Abfahrt und Super-G insgesamt dreimal auf den vierten Platz, wodurch sie jedoch im Abfahrtsklassement auf Rang sieben und in der Gesamtwertung auf Rang neun zurückfiel. Im Weltcup fuhr Kofler in diesem Winter neun Rennen. Dabei kam sie dreimal knapp in die Punkteränge. In der Abfahrt von Zauchensee und im Super-G von Santa Caterina belegte sie Platz 28, die Abfahrt von Åre beendete sie an 29. Stelle. Die Abfahrt in Innsbruck am 25. Februar 2000 war ihr letztes Weltcuprennen, in den nächsten Jahren kam sie ausschließlich im Europacup zum Einsatz.
In der Europacupsaison 2000/01 erreichte Kofler zwei zweite Plätze in der Abfahrt von Pra-Loup und im Riesenslalom von Ravascletto. Mit weiteren sieben Top-Ten-Resultaten kam sie wie vor zwei Jahren auf Platz fünf in der Gesamtwertung. Ebenfalls Fünfte wurde sie im Abfahrtsklassement. Im Winter 2001/02 fuhr sie in der zweiten Abfahrt von Zauchensee noch einmal auf das Podest. Insgesamt kam sie elfmal unter die besten zehn, womit sie in ihrer letzten Saison Gesamt-Neunte wurde. Ihre Karriere beendete Kofler mit den österreichischen Meisterschaften im April 2002.
Nach ihrer sportlichen Laufbahn absolvierte Kofler eine Ausbildung zur Physiotherapeutin und Osteopathin. 2006 machte sie sich selbständig und betreibt seither eine Praxis in Mayrhofen.

## Erfolge

### Weltcup
- Drei Platzierungen unter den besten 30

### Europacup
- Saison 1998/99: 5. Gesamtwertung, 3. Abfahrt
- Saison 2000/01: 5. Gesamtwertung, 5. Abfahrt
- Sechs Podestplätze, davon zwei Siege:

| Datum             | Ort    | Land       | Disziplin |
| ----------------- | ------ | ---------- | --------- |
| 18. Dezember 1998 | Megève | Frankreich | Abfahrt   |
| 4. Jänner 2000    | Tignes | Frankreich | Abfahrt   |

### Juniorenweltmeisterschaften
- Voss 1995: 25. Abfahrt

### Weitere Erfolge
- Österreichische Jugendmeisterin im Riesenslalom 1995